# San Blas (distrito)
San Blas é um distrito da cidade espanhola de Madrid. Conta com 149.909 habitantes.

## Bairros
Este distrito está dividido em oito bairros:
- Amposta
- Arcos
- Canillejas
- Hellín
- Rejas
- Rosas
- Salvador
- Simancas

## Património
- Quinta dos Moinhos
- Fortín de San Blas
- Quinta de Torre Arias
- Estádio Metropolitano